# Ex nihilo nihil fit
Ex nihilo nihil fit (tiếng Latin: không có gì bắt nguồn từ hư vô) là một phát biểu triết học của luận đề được đưa ra tranh luận lần đầu tiên bởi Parmenides. Ngày nay, ý tưởng này thường được liên hệ một cách không chính xác với các định luật bảo toàn khối lượng và năng lượng.
Nhận định từ suy luận, không có vật gì được diễn tả bằng một tập rỗng, và dễ dàng thấy rằng không có bất cứ vật gì (một khái niệm được định rõ hay một phần tử) có thể được trích ra từ một tập như vậy. Những định nghĩa khác của hư vô dựa trên sự phủ định của tồn tại (điều này được tranh luận bởi, ví dụ, Heidegger), và với một định nghĩa như vậy, bất cứ vật gì chưa tồn tại và chưa xác định được thì có nguồn gốc từ hư vô, trong một nghĩa cũng hiển nhiên như vậy.
Trong tác phẩm Grendel của John Gardner, Grendel nói "Nihil ex nihio" sau khi ông ta thức dậy từ một cơ ác mộng ở cuối Chương 10.